# Cretaspira
Cretaspira is een geslacht van weekdieren uit de klasse van de Gastropoda (slakken).

## Soort
- Cretaspira cretacea Kuroda & Oyama, 1971